# القزعة (حفاش)

تعديل مصدري - تعديل

القزعة هي إحدى قرى عزلة بني أسعد بمديرية حفاش التابعة لمحافظة المحويت، بلغ تعداد سكانها 234 نسمة حسب تعداد اليمن لعام 2004.